# M18A1 Claymore
Le Claymore  (M18A1 Claymore Antipersonnel Mine, "Mina Antiuomo Claymore") sono mine antiuomo direzionali attivabili mediante un controllo a distanza. Al loro interno vi sono, oltre ad una carica esplosiva, delle biglie d'acciaio che vengono proiettate al fine di uccidere o ferire gravemente chi si trovasse nei pressi della mina al momento del suo scoppio.

## Forma e dimensioni
La Claymore è costituita da un contenitore ricurvo con supporti pieghevoli e dotata di un mirino. Il contenitore è diviso in due parti: la prima contenente dell'esplosivo C4 (esplosivo plastico ad alto potenziale); la seconda contenente 650 biglie d'acciaio secondo un angolo prestabilito.
La mina deve essere posizionata con la parte convessa rivolta verso la presunta direzione di avvicinamento di forze nemiche in modo da proiettare le biglie in un arco orizzontale di 60 gradi.
Le Claymore possono essere poste ai lati della zona da interdire creando un angolo di 45 gradi (posizione a V) e in tal modo colpire il nemico in un fuoco incrociato, oppure poste su due file parallele.
Uno dei maggiori problemi presentato da questo tipo di mina è che occorre molto tempo per posizionarla e che una volta posizionata non può essere variata ed è necessario molto tempo anche per rimuoverla se non utilizzata.

## Utilizzi della Claymore
La Claymore viene usata in varie situazioni:

### Situazioni difensive
- Difendere una singola postazione di tiratori
- Difendere una linea
- Difendere un accampamento, un edificio o una base
- Difendere una via di fuga e quindi la ritirata

### Situazioni offensive
- Imboscata convenzionale
- Imboscata meccanica
- Imboscata preparatoria

Nell'imboscata convenzionale sono presenti anche le truppe che possono contribuire con il loro fuoco.
Nell'imboscata meccanica le mine sono controllate da distanza in un bunker protetto e vengono fatte detonare in presenza del nemico.
L'imboscata meccanica comporta un rischio immediato praticamente nullo da parte di chi controlla la mina.

## Dettagli bellici
Una volta posizionata la mina occorre rispettare una distanza di sicurezza che può essere:
- Oltre 100 m davanti ad essa e di fianco se in zona priva di copertura.
- Circa 16 m dietro ad essa se si è di fianco e al riparo.

Gli effetti della mina possono essere così riassunti:
- Fino a 20–25 m circa l'efficacia è massima
- In un raggio di 50 m aumenta in modo direttamente proporzionale alla zona di frammentazione
- La zona di pericolosità arriva fino a circa 250m

Sino a 50 m può essere letale.
La frammentazione verticale dei frammenti è di circa:
- 1,5 m d'altezza ad una distanza di 15 m
- 2,0 m d'altezza ad una distanza di 30 m
- 2,4 m d'altezza ad una distanza di 50 m[4]